# Jan Koetsier
Jan Koetsier (Amsterdam, 14 augustus 1911 - München, 28 april 2006) was een Nederlandse componist, muziekpedagoog en dirigent.

## Levensloop
Hij was een zoon van het echtpaar Jan Koetsier en Jeanne Muller. Hijzelf was enige tijd (1936-1947) getrouwd met Dolly Rödern/Roedern (Gravin Beatrix Erdmute Wanda Etelka Rödern) en stomme-filmactrice Hilde Wörner. Na haar overlijden hertrouwde hij met stemactrice Margarete Trampe.
Koetsier vertrok met zijn ouders in 1913 naar Berlijn, waar zijn vader een aanstelling aan de toneelschool van het Duitse theater kreeg en zijn moeder een studiebeurs voor een zangopleiding kreeg. Gedurende de Eerste Wereldoorlog had zijn moeder een baan bij de opera in Leipzig en Jan Koetsier leefde een bepaalde tijd bij verwanten in Nederland. Vermoedelijk heeft hij daar eerste impressies verzameld voor zijn later belangrijk oeuvre voor koperblaasinstrumenten. Van 1927 tot 1934 studeerde hij compositie aan de Hochschule für Musik Berlijn bij Waldemar Lütschg (piano), bij Walther Gmeindl, Julius Prüwer en Alexander von Zemlinsky (orkestdirectie). Verder studeerde hij klarinet bij zijn medestudent Harald Genzmer. Hij raakte bevriend met Artur Schnabel, Leonard Shure en Siegfried Borris, die hem vooral in zijn stijl van componeren alsook bij zijn werkzaamheden als dirigent beïnvloedden.
Daarna was hij kapelmeester aan het stedelijk theater in Lübeck en Berlijn (Deutsche Musikbühne, Deutsche Landesbühne en een omroepmaatschappij) alvorens hij in 1942 bij de nieuw opgerichte Kameropera in Den Haag kwam. Later dat jaar werd hij tweede dirigent onder Willem Mengelberg bij het Amsterdamse Concertgebouworkest. In de periode 1937 tot en met 1948 zou het orkest 34 keer een werk van hem spelen; meest onder zijn leiding, maar ook onder leiding van Eugen Jochum en Eduard van Beinum. Na de Tweede Wereldoorlog werd Koetsier door een ereraad voor één jaar uitgesloten van de uitoefening van zijn beroep omdat hij zich te weinig zou hebben verzet tegen de Kulturpolitik van de bezetter.
In 1949-50 was hij korte tijd werkzaam bij het Residentie Orkest en het Koninklijk Conservatorium in Den Haag, maar in 1950 toog Koetsier weer naar Duitsland en was vervolgens tot 1966 dirigent van het Symphonieorchester des Bayerischen Rundfunks naast Eugen Jochum en Rafael Kubelik. Van 1966 tot 1976 was hij bij de Hochschule für Musik in München professor in orkestdirectie. Vanaf 1966 richtte hij zich meer op componeren dan op dirigeren. Koetsier werd in 1994 onderscheiden met de Orde van Verdienste van de Bondsrepubliek Duitsland. Jan Koetsier werd 94 jaar oud.

## Werk
Hij heeft diverse werken gecomponeerd die nog worden uitgevoerd, met name zijn koperblazers- en kamermuziek. Ook schreef hij een drietal symfonieën, een opera (Frans Hals, naar een blijspel van Frederik van Eeden), een oratorium (Der Mann Lot) en een ballet (Demeter). Vanwege zijn samenwerking met de Britse trompettist Philip Jones schreef hij ook tal van werken voor koperblazers, zoals een Brass Symphony.
Koetsier werd in zijn werk met name beïnvloed door Paul Hindemith. Verder was hij een bewonderaar van laatromantische componisten als Gustav Mahler en Richard Strauss. Zo streefde hij in zijn functie als dirigent van de Beierse radio-omroep ernaar dat er meer muziek van Mahler ten gehore zou worden gebracht, die toen niet vaak werd gespeeld.

## Composities

### Werken voor orkest

#### Symfonieën
- 1945 rev. 1968: - Symfonie nr. 1, voor orkest, op. 29 - première: 1947 in Amsterdam
- 1946: - Symfonie nr. 2, voor gemengd koor en orkest, op. 30 - première: 1948 in Amsterdam
- 1955: - Symfonie nr. 3, voor orkest, op. 40

#### Concerten voor instrumenten en orkest
- 1938: - Celloconcert
- 1938 rev.1954: - Concertino, voor piano en orkest, op. 15 nr. 2
- 1939 rev.1962: - Concert voor trompet, trombone en orkest op. 17
- 1939 rev.1975: - 2e Suite concertante, voor cello en strijkorkest, op. 18 nr. 2
- 1940 rev.1955: - Concertino voor altviool en orkest, op. 21
  1. Allegro energico
  2. Andante cantabile
  3. Lento, quasi recitativo - Allegro vivace
- 1942: - Siciliano e rondo voor twee hobo's en orkest, op. 14 nr. 2 - gecomponeerd voor Jaap en Haakon Stotijn
- 1965: - Kreislerianina, concertino voor 2 piano's en orkest
- 1968: - Concerto lirico, voor viool, cello en orkest, op. 50
- 1974: - Concertino, voor hoorn en strijkorkest, op. 74
- 1978 rev.1982: - Concertino, voor tuba en strijkorkest, op. 77
- 1980: - Concertino, voor trompet en strijkorkest, op. 84
- 1983: - 2e Duo concertante, voor cello, fagot en orkest, op. 92
- 1984: - Concert, voor 4 hoorns en orkest, op. 95
- 1984: - Französisches Konzert, suite voor 2 dwarsfluiten en strijkorkest, op. 98
- 1988: - Fantasia, voor harp en orkest, op. 113
- 1988: - Concertino, voor 4 trombones en strijkorkest, op. 115[4]
- 1990: - Concertino, voor trombone en strijkorkest
  1. Allegro moderato
  2. Andante strascicato "In memoriam Duke Ellington"
  3. Rondo
- 1992 rev.1994: - Concert, voor koperkwintet en orkest, op. 133
  1. Andante sostenuto - Allegro con brio
  2. Andante sostenuto
  3. Allegro vivace
- 1996: - Döblinger Jagdvisionen - 7 Abwandlungen eines Themas aus der "Eroica", voor 3 hoorns en strijkorkest

#### Andere werken voor orkest
- 1936: - Barocksuite, voor orkest op. 10
- 1936 rev.1952: - Adagietto e Scherzino, op. 12
- 1937 rev.1954: - Vision pastorale, voor althobo en strijkorkest, op. 15 nr. 1
- 1940: - Symphonische Muziek, voor orkest, op. 19
- 1942 rev.1966: - Ouverture Valerius, op. 22
- 1943 rev.1960: - Symphonietta op. 26
- 1943: - Demeter, symfonisch ballet op. 25
- 1944 rev.1957: - Muziek voor vier orkesten op. 28
- 1944: - Divertimento, op. 27
- 1948: - Muziek voor kamerorkest, op. 37
- 1948 rev.1969: - Homage to Gershwin, voor orkest, op. 54
- 1954: - Trauermusik, voor kamerorkest
- 1971: - Hymnus Monacensis, voor orkest
- 1971: - March of twins, scherzo voor 2 slagwerkers en groot orkest
- 1971: - Mühldorfer serenade, voor orkest
- 1980: - Variationen über ein Altniederländisches Minnelied, voor strijkorkest, op. 83
- 1981: - Skurrile Elgie auf Richard W., voor wagnertuba (of basklarinet) en strijkorkest, op. 86 nr. 2 - ook in een versie voor strijkkwartet
- 1985: - Tanzsuite, voor orkest, op. 103b
- 1989: - Vor- und Nachspiel, voor 4 obligate hoorns en orkest ad libitum, op. 114a
- 1991: - Konzertantes Rondo, voor piano en strijkorkest, op. 123
- 1995: - Sinfonische Fantasie - Metamorphosen über ein lyrisches Thema aus der "Neunten", voor groot orkest, op. 143

### Werken voor harmonieorkest of koperensemble
- 1971: - Intrada Classica, voor 2 dwarsfluiten, 2 hobo's, 2 klarinetten, 2 fagotten, 2 hoorns, 2 trompetten, 4 trombones, harp en pauken, op. 62
- 1979: - Brass Symphony, voor 4 trompetten, hoorn, 4 trombones en tuba, op. 80[5][6][7]
- 1985: - Les adieux - Farewell to P.J., voor 3 trompetten, bugel, hoorn, 4 trombones en tuba, op. 105 nr. 2
- 1986: - Grassauer Zwiefacher, voor 4 trompetten, hoorn, 4 trombones en tuba, op. 105 nr. 3[8]
- 1991: - Concert, voor 4 trombones en harmonieorkest, op. 115A
- 1991 rev.1992: - Zauberflöte-Variationen über "Bei Männern, welche Liebe fühlen", voor 2 hobo's, 2 klarinetten, 2 fagotten, contrafagot en 4 hoorns, op. 128
- 1993: - Philip Jones Story, voor 4 trompetten, hoorn in F, 4 trombones en tuba, op. 135
- 1994: - Introduktion und Variationen über ein Thema aus dem Violinkonzert op. 77 (Johannes Brahms), voor koperensemble, op. 139
- 1995: - Brass Memorial to Brahms, voor 4 trompetten, hoorn, 4 trombones en tuba
- 1995: - Sonata praeclassica, voor 4 trompetten, hoorn, 4 trombones en tuba, op. 142[9]
- 1996: - Sonata da chiesa, voor 4 trompetten, hoorn, 4 trombones en tuba, op. 146
  1. Variationen über ein Lied von Karl Löwe (1827)
  2. Andante molto sostenuto über "O Welt, ich muss dich lassen" von Heinrich Isaak (1505)
  3. Allegro moderato über "So nimm denn meine Hände" von Friedrich Silcher (1842)
- 1997: - Mundus juventutis, hymnische fantasie voor tien koperblazers (4 trompetten, hoorn, 4 trombones en tuba), op. 148
- 1999: - Don Giovannis Höllenfahrt, scherzo macabre voor tuba (solo), 4 trompetten, hoorn en 4 trombones, op. 153
- 2000: - Canon ostinato, voor 2 piccolo-trompetten, 3 trompetten, bugel, 4 hoorns, 4 trombones, 2 tubas en slagwerk (3 spelers), op. 157
- 2001: - Corale variato, voor 2 piccolo-trompetten, 3 trompetten, bugel, 4 hoorns, 4 trombones, 2 tubas en slagwerk (3 spelers), op. 158
- - Ländliche Festmusik

### Muziektheater

#### Opera
| Voltooid in | titel              | aktes       | première      | libretto                                                                                            |
| ----------- | ------------------ | ----------- | ------------- | --------------------------------------------------------------------------------------------------- |
| 1946-1949   | Frans Hals, op. 39 | 3 bedrijven | 1951, München | van de componist, naar een blijspel "De zonderlinge bekering van Frans Hals" van Frederik van Eeden |

### Vocale muziek

#### Oratorium
- 1962: - Der Mann Lot, oratorium voor bariton, spreekstem, mannenkoor en orkest

#### Werken voor koor
- 1973: - Gesang der Geister über den Wassern, voor gemengd koor, dwarsfluit, klarinet, hoorn, trompet, trombone, cello en contrabas - tekst: Johann Wolfgang von Goethe
- 1984: - Missa in honorem Sancti Antonii de Padua, voor twee gemengde koren, op. 100
- 1998: - Prolog im Himmel, voor gemengd koor (SSAATTBB) en 10 koperblazers (4 trompetten, hoorn, 4 trombones en tuba), op. 150 - tekst: Johann Wolfgang von Goethe
- - Segel nach der Ewigkeit, vijf lyrische gezangen voor gemengd koor en piano, op. 2 - tekst: Karl Bernhard Capesius
- - Gesichte des Herzens, voor gemengd koor en piano, op. 7 - tekst: Ruth von Ostau

#### Liederen
- 1932 rev.1956: - Anfang und Ende - Gesänge der Nacht, voor alt, altviool en piano, op. 1 - tekst: Karl Bernhard Capesius, Ruth von Ostau, Rainer Maria Rilke
  1. Anfang und Ende
  2. Nacht
  3. Mädchen am Fenster
  4. Nocturn I
  5. Nocturn II
  6. Schlußstück
- 1938: - Drie liederen, voor hoge zangstem en piano, opus 8 nr. 1 - tekst: Joannes Reddingius
- 1970: - Vor Bildern Lyonel Feiningers, 12 liederen voor midden zangstem en piano - tekst: Walter Helmut Fritz
- 1974: - 3 Chansons uit "Strategen der Liebe", komedie van George Farquhar en Robert Gillner, voor tenor en piano
  1. Black is the colour
  2. Es war in Herbst
  3. Aux marches du Palais
- 1986: - Three songs of Ellen from "The lady of the lake" by Sir Walter Scott, voor mezzosopraan en orgel, op. 106
- 1992: - Galgenlieder, voor sopraan (of tenor) en tuba, op. 129 - tekst: Christian Morgenstern
- 1997: - Choral: "Vom Himmel hoch da komm ich her", voor zangstem, koperensemble (3 trompetten en 4 trombones) en orgel
- 2000: - Der schlesische Schwan, 12 liederen voor hoge zangstem en koperkwartet (2 trompetten, hoorn en trombone) - tekst: Friederike Kempner
  1. Lyrik
  2. Arglos und harmlos
  3. Nach Süden
  4. Als ich heut
  5. Edelweiss
  6. Der müde Wandrer
  7. Dumme Jungen
  8. Amerika
  9. Faust
  10. Wallenstein
  11. Kepler
  12. Eins ist mir klar

### Kamermuziek
- 1936: - Petite suite champêtre, voor dwarsfluit, hobo, viool, altviool en cello, op. 13 nr. 1b
- 1937: - Divertimento, voor dwarsfluit, hobo, klarinet, fagot en hoorn, op. 16 nr. 1
- 1937: - 6 Bagatellen, voor hobo, klarinet en fagot, op. 16 nr. 2
- 1938: - Trio - kleine ländliche Suite, voor dwarsfluit, hobo en piano, op. 13 nr. 1a
- 1947: - Petite suite, voor koperkwartet, op. 33 nr. 1a
- 1947: - Kleine Suite, voor koperkwartet, op. 33 nr. 1b
- 1947: - Quartettino, voor koperkwartet, op. 33 nr. 2
- 1947 rev.1997: - Koraal en fuga over "Neem, heer, mÿn beide handen", voor koperkwartet (2 trompetten, hoorn en trombone), op. 33 nr. 3
- 1947: - Cinq nouvelles, voor 4 hoorns, op. 34a
- 1953: - Divertimento nr. 2, voor blaaskwintet
- 1954: - Partita, voor althobo en orgel, op. 41 nr. 1
- 1955: - Partita über "Wachet auf", voor trombone en orgel, op. 41 nr. 3
- 1955: - Drei Stücke, voor althobo en strijkkwartet, opus 43
- 1957 rev.1970: - Bamberger Promenade, voor 2 trompetten en 3 trombones
- 1959: - Quintuor, voor 2 violen, altviool en 2 celli, op. 45 nr. 2
- 1961: - Introduction et folatrerie avec un thème, voor dwarsfluit, hobo, klarinet, hoorn, fagot en piano vierhandig, op. 31 nr. 5a
- 1967: - Nonet, voor hobo, klarinet, hoorn, fagot, 2 violen, altviool, cello en contrabas, op. 49a - ook in een versie voor orkest: "Symphonietta concertante"
- 1968: - Octet, voor 2 hobo's, 2 klarinetten, 2 hoorns en 2 fagotten
- 1968: - Quintetto, voor klarinet en strijkkwartet
- 1970: - Cinq impromptus, voor trombonekwartet, op. 55
- 1970: - Sonatina, voor trompet en piano, op. 56
- 1970: - Sonatine, voor tuba en piano, op. 57
- 1970: - Sonatina, voor trombone en piano, op. 58 nr. 1
- 1970: - Sonatina, voor hoorn en piano, op. 59 nr. 1
- 1970: - Romanza, voor hoorn en piano, op. 59 nr. 2
- 1970: - Variations, voor hoorn en piano, op. 59 nr. 3
- 1971 rev.1974: - Partita über "Lobe den Herren", voor trompet in D en orgel, op. 41 nr. 2
- 1971: - Cinq miniatures, voor 4 hoorns, op. 64
- 1972: - Colloquy, voor 8 hoorns, op. 67a
- 1972: - Sonate, voor cello en harp
- 1974: - Brass Quintett, voor koperkwintet, op. 65
- 1975: - Trio, voor viool, cello en piano, op. 70
- 1976: - Introduktion und Variationen über das Vyšehrad‑Thema von Smetana, voor koperkwintet en harp, op. 71
- 1976: - Rondo sereno, voor klarinet, hoorn, fagot, strijkkwartet, contrabas en piano
- 1977: - Introduktion und Variationen über ein Thema von Ernst Křenek aus der Oper "Jonny spielt auf", voor viool en piano
- 1978: - Kolloquium, voor 4 trompetten en 4 trombones, op. 67b
- 1978: - Konzertante Musik, voor 8 hoorns, op. 78
- 1978: - Kinderzirkus, voor koperkwintet, op. 79b
- 1978: - Kleiner Zirkusmarsch uit de suite "Kinderzirkus", voor koperkwintet, op. 79a
- 1978: - Introduktion und Variationen über ein Thema aus der Oper "Das Herz" von Hans Pfitzner, voor cello en piano, op. 82 nr. 2
- 1978: - Introduktion und Variationen über ein Thema aus der Oper "Die Zaubergeige" von Werner Egk, voor altviool en piano, op. 82 nr. 3
- 1978: - Introduktion und Variationen über ein Thema aus der Oper "Die Kluge" von Carl Orff, voor contrabas en piano, op. 82 nr. 4
- 1979: - Duo giocoso, voor altviool en trompet, op. 69
- 1980: - Hymn, voor 4 of meer hoorns, op. 69 nr. 2
- 1980: - Partita über "Wachet auf, ruft uns die Stimme", voor trombone en orgel, op. 73
- 1980: - Cellokwartet, op. 85
- 1980: - Burleske Paraphrase um Richard W. über Thema's aus der Ouvertüre zu "Die Meistersinger von Nürnberg", voor viool, cello en piano, op. 86 nr. 1
- 1981: - Fantasie, voor cello, fagot en piano, op. 87
- 1981: - Choralfantasie über "Gib dich zufrieden und sei stille" von Jakob Hintze, voor hoorn en orgel, op. 89
- 1981: - Ballade, voor althobo en piano, op. 90
- 1983: - Choralfantasie über "Es ist ein Schnitter, heisst der Tod", voor tuba en orgel, op. 93[10]
- 1983: - Sonate, voor hoorn en harp, op. 94
- 1983: - Scherzo brillante, voor hoorn en piano, op. 96
- 1983: - Weihnachtslieder-Suite, voor 4 trompetten en 4 trombones, op. 97
- 1984: - Concertino piccolo, voor 5 trompetten, op. 101
- 1985: - Metamorphosen über ein Thema aus "Die Moldau" von Smetana, voor koperkwintet en harp, op. 102
- 1985: - Walzer, Elegien und Grotesken, voor 6 contrabassen, op. 103a
- 1985: - Strijkkwartet in e mineur, op. 104
- 1986: - Variationen, voor hoorn (wagnertuba) en piano, op. 59 nr. 3
- 1986: - Grassauer Zwiefacher, voor trombonekwartet, op. 105 nr. 3b
- 1987: - Petit concert, voor viool en contrabas met begeleiding van klarinet, fagot, kornet, trombone en slagwerk, op. 107
- 1987: - Papillons‑Variationen, voor dwarsfluit, hobo en piano, op. 108
- 1987: - Sextet, voor dwarsfluit, hobo, klarinet, hoorn, fagot en piano, op. 110
- 1987: - Trio romantico, voor altviool, cello en piano, op. 111
- 1988: - Gran Trio, voor trompet, trombone en piano, op. 112
- 1988: - Feierliche Musik, voor 4 hoorns, op. 114b
- 1989: - Sonatina, voor trombone en piano
- 1989: - Zürcher Marsch, varitaties voor trombone en piano, op. 116
- 1989: - 13 Études caractéristiques, voor hoorn solo, op. 117
- 1990: - Ludus agonis, voor trombone en piano, op. 118
- 1990: - Tänzerische impressionen, voor marimba en harp, op. 119
- 1990: - Große Fantasie, voor trompet, trombone en orgel, op. 120
  1. Toccata
  2. Fuga over "Wenn ich einmal soll scheiden"
  3. Finale over "Freu dich sehr, o meine Seele"
- 1990: - Cinque dialoghi, voor viool en cello, op. 121
- 1990: - Echo-Konzert, voor 2 piccolo-trompetten en orgel (of strijkorkest), op. 124
- 1991: - 10 Variationen und Fughetta über Themen von Johann Sebastian Bach, voor 2 hobo's en althobo, op. 125
- 1991: - Irisches Trio, voor trompet, trombone en piano, op. 126
- 1991: - Max und Moritz, suite in zeven streken voor spreker en trombonekwartet, op. 127
- 1992: - Dresdner Trio, voor hobo, hoorn en piano, op. 130
- 1992: - Figaro-Metamorphosen nach Themen aus "Figaro's Hochzeit" von Wolfgang Amadeus Mozart, voor trompet, hoorn en trombone, op. 131
- 1993: - Triptychon - drei Choral-Fantasien, voor trompet, trombone en orgel, op. 132
  1. Nun freut euch, lieben Christen gmein
  2. Victimae paschali laudes
  3. Auf, auf, mein Herz mit Freuden
- 1993: - Wolkenschatten, voor tubakwartet, op. 136
- 1994: - Falstaffiade - Variationen über ein Thema aus der Oper "Die lustigen Weiber von Windsor" von Otto Nicolai, voor bastrombone en 3 tenortrombones, op. 134[11]
- 1994: - Falstaffiade : Variationen über ein Thema aus der Oper "Die lustigen Weiber von Windsor" von Otto Nicolai, voor bastrombone en piano, op. 134a
- 1994: - Falstaffiade - Variationen über ein Thema aus der Oper "Die lustigen Weiber von Windsor" von Otto Nicolai, voor tuba solo en 4 hoorns, op. 134b
- 1994: - Introduktion und 12 Variationen über "Das Blümchen wunderhold" von Ludwig van Beethoven, voor dwarsfluit en harp, op. 137
- 1994: - Die Bremer Stadtmusikanten, voor trombonekwartet, op. 138
- 1994: - Concerto grosso, voor 8 of meer trombones, op. 140
- 1996: - 10 Variationen und Fughetta über Themen von Johann Sebastian Bach, voor 2 dwarsfluiten en cello, op 125a
- 1996: - Quintetto lirico, voor koperkwintet, op. 141
- 1996: - Don Quichottisen, voor koperkwintet (2 trompetten, hoorn, trombone en tuba), op. 144[12]
- 1997: - Concerto da camera, voor trompet en koperensemble (3 trompetten, hoorn, 3 trombones en tuba), op. 147
- 1999: - Choralpartita "Die Tageszeiten", voor trombone en orgel, op. 151
- 2000: - 5 Unterkagner Ländler, voor koperkwintet (2 trompetten, hoorn, trombone en tuba), op. 155
- 2000: - Drei Choralvorspiele, voor hoge trompet in D en orgel, op. 158
  1. Die Himmel rühmen des ewigen Ehre
  2. Jesu, meine Freude
  3. Gott des Himmels und der Erden
- - Unterkagner Ländler, voor viool en tuba, op. 87 nr. 2
- - Allegro Maestoso, voor bastrombone en piano[13]
- - Präludium, Intermezzo & Rondo, voor trompet, trombone en piano

### Werken voor orgel
- 1955: - Choral-Phantasie: "Ein feste Burg ist unser Gott", op. 42

### Werken voor piano
- 1942: - 3 pianostukken

### Werken voor beiaard
- 1984: - Piet-Hein-variaties, op. 99